# ويليام وارنر (سياسي أمريكي)
ويليام وارنر (بالإنجليزية: William Warner)‏ هو محامي وسياسي أمريكي، ولد في 11 يونيو 1840 في شولسبورغ في الولايات المتحدة، وتوفي في 4 أكتوبر 1916 في كانساس سيتي في الولايات المتحدة. حزبياً، نشط في الحزب الجمهوري. وقد انتخب عضو مجلس النواب الأمريكي وانتخب عضو مجلس الشيوخ الأمريكي.